# Eureka (Illinois)
Eureka és una població dels Estats Units a l'estat d'Illinois. Segons el cens del 2000 tenia 4.871 habitants.

## Demografia
Segons el cens del 2000, Eureka tenia 4.871 habitants, 1.754 habitatges, i 1.169 famílies. La densitat de població era de 699,1 habitants/km².
Dels 1.754 habitatges en un 31,7% hi vivien nens de menys de 18 anys, en un 55,9% hi vivien parelles casades, en un 8,3% dones solteres, i en un 33,3% no eren unitats familiars. En el 30,7% dels habitatges hi vivien persones soles el 17,3% de les quals corresponia a persones de 65 anys o més que vivien soles. El nombre mitjà de persones vivint en cada habitatge era de 2,46 i el nombre mitjà de persones que vivien en cada família era de 3,12.
Per edats la població es repartia de la següent manera: un 24,3% tenia menys de 18 anys, un 14,5% entre 18 i 24, un 23,1% entre 25 i 44, un 16,9% de 45 a 60 i un 21,1% 65 anys o més.
L'edat mediana era de 36 anys. Per cada 100 dones de 18 o més anys hi havia 82 homes.
La renda mediana per habitatge era de 44.744 $ i la renda mediana per família de 53.590 $. Els homes tenien una renda mediana de 44.816 $ mentre que les dones 22.692 $. La renda per capita de la població era de 20.460 $. Aproximadament el 0,9% de les famílies i el 2,4% de la població estaven per davall del llindar de pobresa.

## Poblacions més properes
El següent diagrama mostra les poblacions més properes.